# 马尔马尼亚克
马尔马尼亚克（法語：Marmanhac，法語發音：[maʁmaɲak]）是法国康塔尔省的一个市镇，位于该省中西部，属于欧里亚克区。

## 地理
马尔马尼亚克（45°0'13"N, 2°28'56"E）面积24.24 平方千米，位于法国奥弗涅-罗讷-阿尔卑斯大区康塔爾省，该省份为法国中南部省份，位于法國中央高原中心，北起科雷兹省、上盧瓦爾省和多姆山省，西接洛特省和科雷兹省，南至阿韦龙省和洛特省，东临上盧瓦爾省和洛泽尔省。
与马尔马尼亚克接壤的市镇（或旧市镇、城区）包括：吉尔戈尔、瑞萨克、拉罗克维埃耶、圣塞尔南、圣西蒙、韦尔济克。
马尔马尼亚克的时区为UTC+01:00、UTC+02:00（夏令时）。

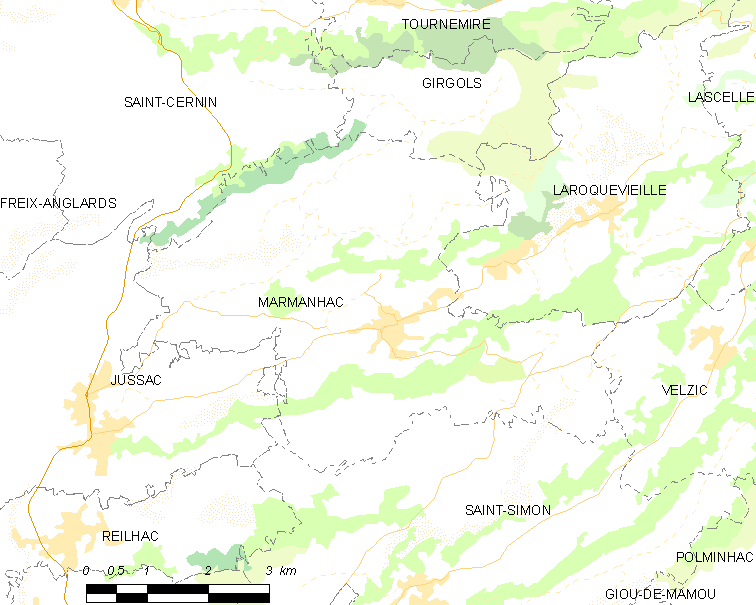
马尔马尼亚克的OSM定位图

## 行政
马尔马尼亚克的邮政编码为15250，INSEE市镇编码为15118。

## 政治
马尔马尼亚克所属的省级选区为诺塞勒县。

## 人口

1962-2008年间马尔马尼亚克人口变化图示

马尔马尼亚克于2022年1月1日时的人口数量为686人。